# Glamorgan del Oeste
Glamorgan del Oeste (del galés: Gorllewin Morgannwg) es un condado preservado y antiguo condado administrativo de Gales, una de las divisiones de los antiguos condados de Glamorgan.
Glamorgan del Oeste fue creada el 1 de abril de 1974 por el Decreto del Gobierno Local de 1972 del condado municipal del condado de Swansea, los distritos de Neath y Puerto Talbot, los distritos urbanos de Glyncorrwg y Llwchwr, Distrito Rural de Gower, Distrito Rural de Pontardawe y todos los Distritos Rurales Neath, excepto la parroquia de Rhigos. Las principales oficinas del ayuntamiento tienen su sede en la Sala del Condado, Swansea.
Glamorgan del Oeste tenía cuatro distritos:
- Swansea - Swansea CB y Gower RD
- Valle Lliw - Llwchwr y Pontardawe RD
- Neath - Neath y Neath RD
- Puerto Talbot - Puerto Talbot y Glyncorrwg

El Ayuntamiento del Condado de Glamorgan del Oeste fue abolido el 1 de abril de 1996, siendo dividido en dos autoridades unitarias de Swansea y Neath-Puerto Talbot. El Valle Lliw fue dividido entre dos autoridades.
Glamorgan del Oeste ha permanecido en existencia como un condado preservado para ciertas funciones limitadas como la sede del teniente.